# Zonsverduistering van 9 maart 2016
De totale zonsverduistering van 9 maart 2016 trok veel over zee, maar was op land zichtbaar vanuit Indonesië.

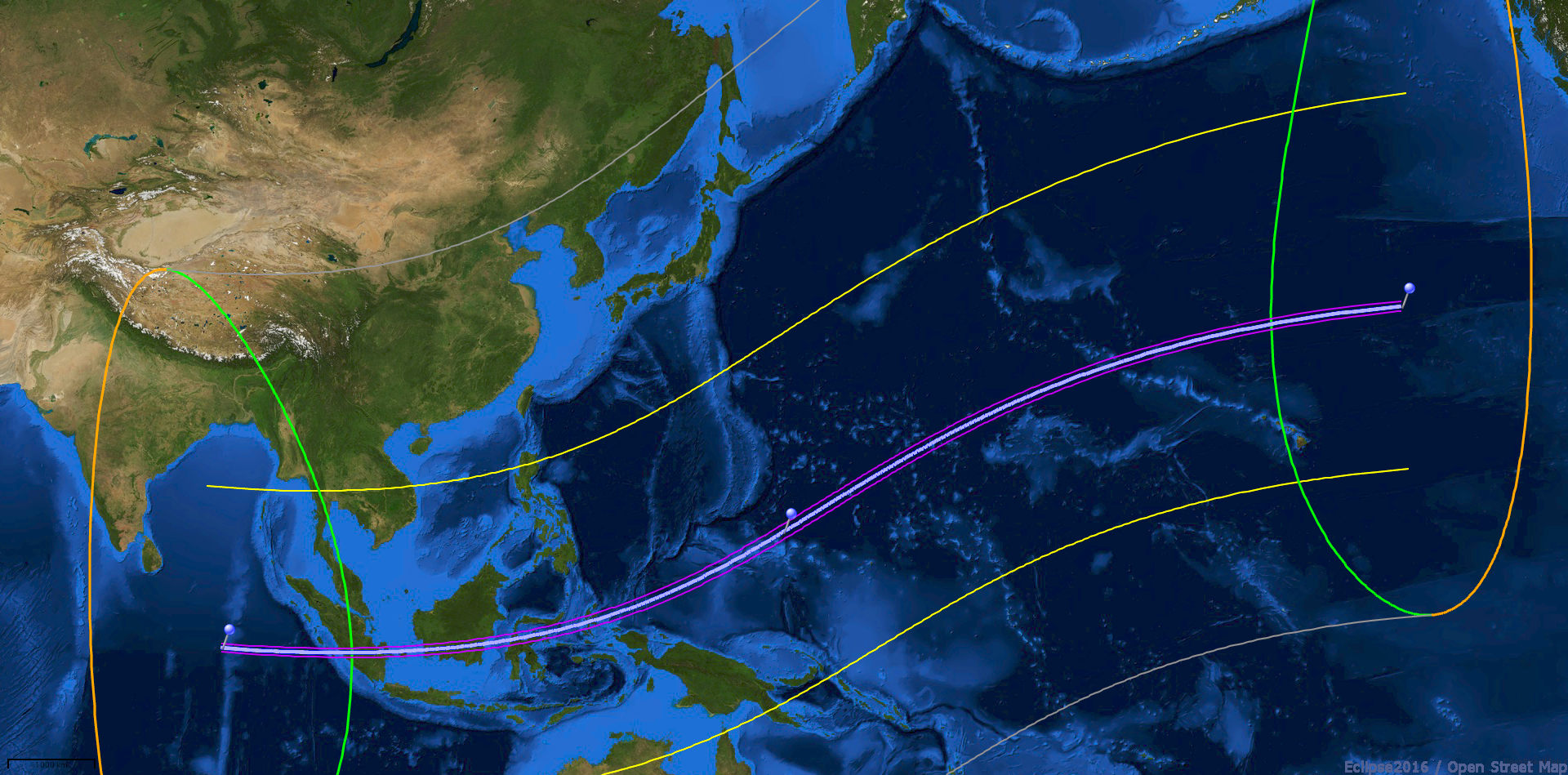
Globale pad van de Eclipse 2016.

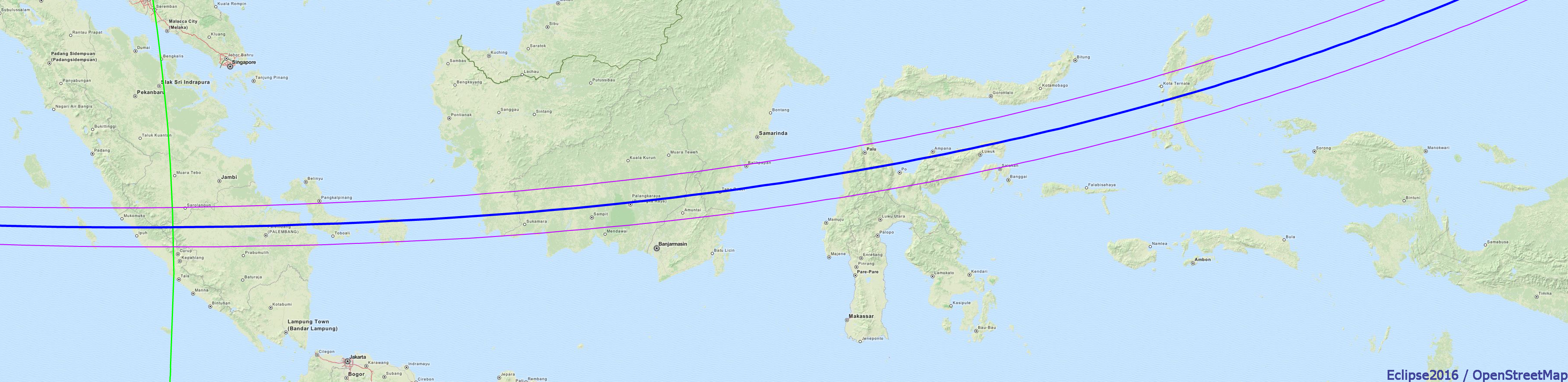
Pad van de Eclipse 2016 in Indonesië. Eclipse 2016 App/OpenStreetMap

## Lengte

### Maximum
Het punt met maximale totaliteit lag op zee ver van enig land op coördinaat 2° 33' 49" NB, 127° 4' 18" OL en duurde 4m09,4s.

### Limieten
| Fenomeen                    | Code | Tijdstip UTC |
| --------------------------- | ---- | ------------ |
| Eerste contact bijschaduw   | P1   | 23:19:20.4   |
| Eerste contact kernschaduw  | U1   | 00:15:57.3   |
| Kernschaduw compleet vanaf  | U2   | 00:17:29.9   |
| Bijschaduw compleet vanaf   | P2   | 01:17:40.2   |
| Maximum eclips              | GE   | 01:58:19.5   |
| Bijschaduw compleet t/m     | P3   | 02:36:30.0   |
| Kernschaduw compleet t/m    | U3   | 03:36:45.1   |
| Laatste contact kernschaduw | U4   | 03:38:20.7   |
| Laatste contact bijschaduw  | P4   | 04:34:55.4   |

## Zichtbaarheid
De totale verduistering was achtereenvolgens te zien in de volgende gebieden:

### Indonesië
1. Sumatra
  1. West
  2. Bengkulu
  3. Jambi
  4. Zuid
2. Kalimantan
  1. West
  2. Midden
  3. Zuid
  4. Oost
3. Sulawesi
  1. West
  2. Midden
4. Molukken
  1. Noord-Molukken